# Передача Гонконга КНР
Передача Гонконга  Китайской Народной Республике 1 июля 1997 года — часть процесса деколонизации в Великобритании, ознаменовавшая конец Британской колониальной империи, а также завершение договора аренды от 1898 года на 99 лет Великобританией Гонконга. 
Британский Гонконг перестал существовать, Гонконг стал первым административным регионом Китая в рамках политики «Одна страна, две системы», гарантированной до 2047 года. Английский язык сохранил статус официального наряду с китайским. Одним из основных последствий передачи Сянгана (Гонконга) стал массовый наплыв иммигрантов из материкового Китая (до 45 тыс. в год), несмотря на ограничения с получением гонконгской прописки, что повлекло за собой более широкое распространение стандартного китайского языка в городе, где до этого полностью доминировал местный кантонский язык. Наряду с этим наиболее мобильная часть гонконгцев покинула страну, увеличив ряды гонконгской диаспоры.

## Причины
Формально подписанный между Великобританией и Китаем договор предусматривал аренду на сто лет лишь части нынешнего Гонконга, но её сохранение под британским руководством не имело бы положительных последствий, в связи с чем была передана вся территория «британского Китая».
Лондон не стал «цепляться» за эти земли, так как:
- Хоть ныне гонконгская оппозиция и настроена крайне пробритански, в то же время её взгляды были прямо противоположны.
- Гонконг было невозможно удержать в случае возможного вторжения со стороны КНР.
- Даже если бы Китай не осуществил военного вторжения, одного лишь эмбарго в отношении города было бы достаточно (всё гонконгское продовольствие поступает из материкового Китая).
- Управление городом осуществлялось назначенным из метрополии наместником, что создавало проблемы для эффективного управления.
- На момент передачи города в его экономике преобладало материальное производство, от которого экономика метрополии Соединённого Королевства уже ушла в сторону финансового сектора.

## Предпосылки
Дату передачи Гонконга КНР закрепила Объединённая китайско-британская декларация по вопросу передачи Гонконга, подписанная после долгих переговоров, получивших название «война слов», в Пекине 19 декабря 1984 года.

## Церемония
Церемония передачи Гонконга КНР длилась с 16:30 30 июня 1997, когда последний британский губернатор Крис Паттен покинул официальную резиденцию, до 20:00 1 июля 1997, когда над бухтой Виктории был выпущен торжественный салют.

## Отражение в культуре
Действие боевика «Гонконг 97» разворачивается в канун официальной передачи британскими властями Гонконга Китайской Народной Республике.